# Anaciaeschna jaspidea
Anaciaeschna jaspidea är en trollsländeart som först beskrevs av Hermann Burmeister 1839.  Anaciaeschna jaspidea ingår i släktet Anaciaeschna och familjen mosaiktrollsländor. IUCN kategoriserar arten globalt som livskraftig. Inga underarter finns listade i Catalogue of Life.

## Bildgalleri

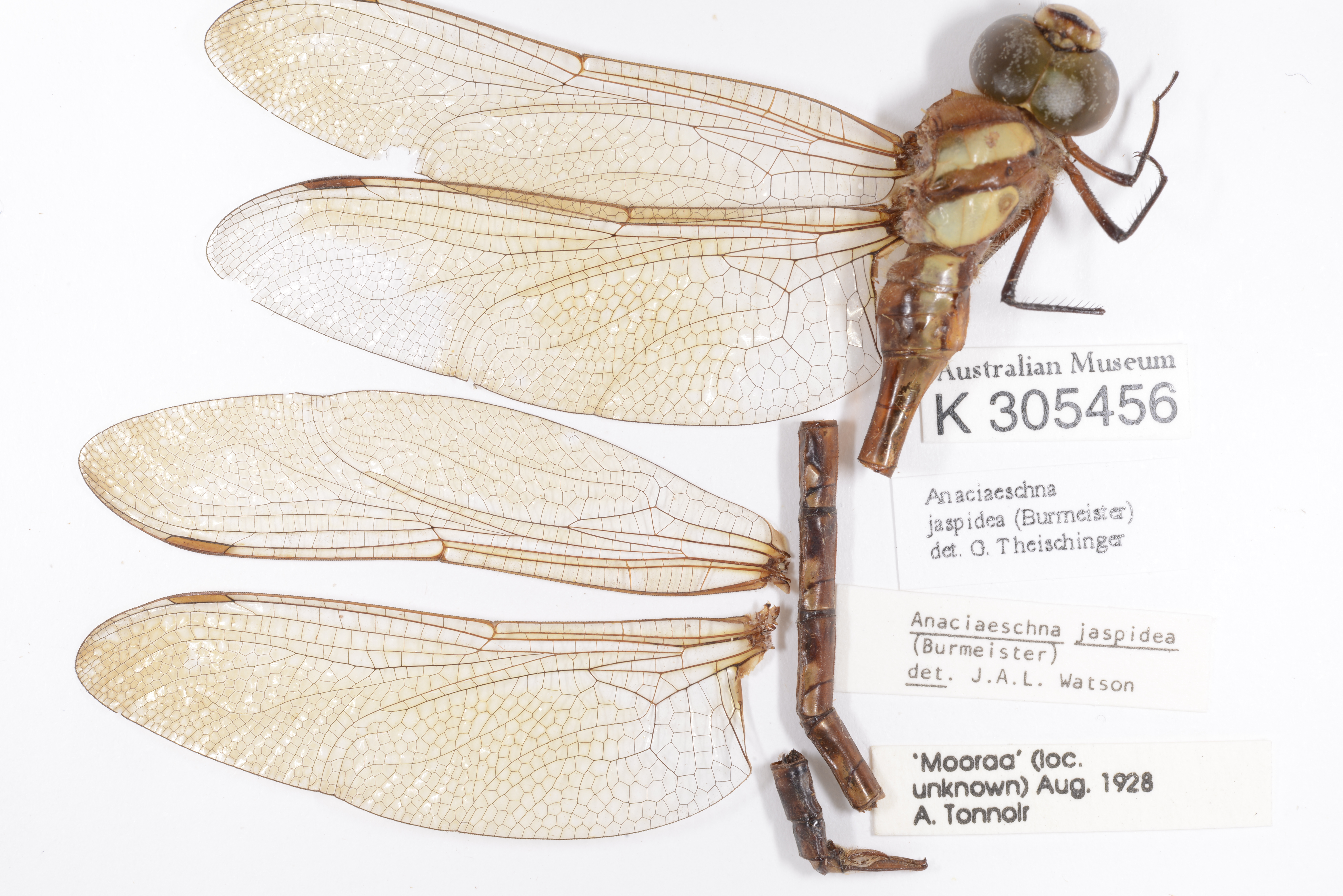